# ماك وايت
ماك وايت (بالإنجليزية: Mack White)‏ هو رسام كارتون أمريكي، ولد في 20 ديسمبر 1952 في مينيرال ويلز في الولايات المتحدة.

## وصلات خارجية
- الموقع الرسمي
- ماك وايت على موقع IMDb (الإنجليزية)